# Orthotrichia lanna
Orthotrichia lanna is een schietmot uit de familie Hydroptilidae. De soort komt voor in het Oriëntaals gebied.